# Херсонская городская дума
Херсонская городская дума — орган местного самоуправления города Херсона с 1870/1871 по 1918 год.

## История
Херсонская городская дума была сформирована согласно «Городовому положению» 16 июня 1870 года. После введения этого положения в Херсоне состоялись выборы гласных городской думы, результаты которых были утверждены губернатором 9 марта 1871 года. Состав членов городской управы определился 8 июля 1871 года и с некоторой задержкой, связанной с протестами гласных против «неправильного избрания некоторых членов управы» и их переизбрания. 
Украинский историк Г. П. Коваль пишет, что Херсонская городская дума внесла большой вклад в регулирование и развитие промышленности Херсона. Дума выпускала обязательные постановления, регламентировавшие деятельность промышленных предприятий, в частности, об охране порядка в местах промыслов, время открытия и закрытие промышленных  учреждений в выходные и праздничные дни.
В состав Херсонской городской думы, как правило, выбирались лица со стабильным денежным доходом, пользовавшиеся авторитетом и уважением, отставные чиновники, потомственные почётные граждане, купцы, зажиточные мещане, городской архитектор.
Главами городской думы в разные периоды были М. Е. Беккер, М. А. Варваров, И. И. Волохин, Д. М. Горловский, П. И. Карпов, Н. Г. Клязьмогорский, С. И. Секачёв, В. Г. Терещенко, Н. И. Блажков. Членами управи были Ф. И. Багненко, Л. А. Гурфинкель, С. К. Зайчик, М. И. Кальф, О. Р. Каневец, Н. Г. Клязьмогорский, А. Д. Княгинин, И. С. Остославский, И. С. Петренко, А. С. Радченко, Ф. В. Рыбаков, Г. А. Савченко, А. И. Сварико, С. И. Секачёв, А. Г. Тропин и др.
В думе насчитывалось 28 гласных. За 25 лет работы думы с 1871 года по 1896 год гласными были 195 лиц, из них 96 — один срок, 49 — два срока, 26 — три срока, 11 — четыре, 11 — пять, 2 — шесть.
Херсонская городская дума располагалась в городском сооружении на улицах Соборной и Воронцовской. В 1917 году управа состояла из нескольких отделов — распорядительного, торгово-оброчного, торгового и по воинской повинности.